# Receptor retinoinske kiseline alfa
Receptor retinoinske kiseline alfa (RAR-alfa), isto poznat kao NR1B1 (nuklearni receptor potfamilije 1, grupa B, član 1), je nuklearni receptor kodiran genom .

## Interakcije
Pokazano je za receptor retinoinske kiseline gama da može da formnira interakciju sa NCOA6, CLOCK, TADA3L, Cink prst i BTB domen-sadržavajući protein 16, Src, Nuklearni receptor srodni 1 protein (NURR1), Mali heterodimer partner (SHP), NPAS2, Cyclin D3, Nuklearni receptor korepresor 1, BAG1, Nuklearni receptor korepresor 2, NRIP1, Protein promielocitna leukemije i Retinoidni X receptor alfa.